# Peter Praet

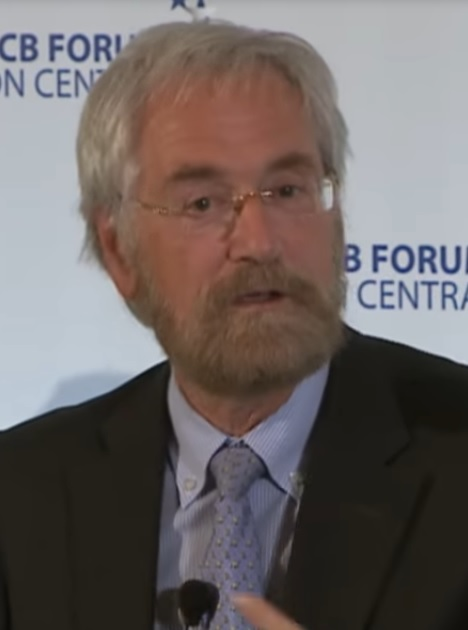
Peter Praet (2016)

Peter Praet [praːt] (* 20. Januar 1949 in Herchen, heute Windeck, Nordrhein-Westfalen) ist ein belgischer Ökonom. Von 2011 bis 2019 war er Direktoriumsmitglied der europäischen Zentralbank (EZB) und in dieser Funktion ab 2012 Chefvolkswirt der EZB.
Der Sohn eines belgischen Militärarztes und einer Deutschen studierte an der Université Libre de Bruxelles, wo er 1971 den BA, 1972 den MA und 1980 den PhD in Ökonomie erhielt. Seine Dissertation trug den Titel Les gains en capital envisagés comme un élargissement du revenu (deutsch: Kapitalgewinne als Einkommenserweiterung betrachtet). Er lehrte 1980 bis 1987 an der Université Libre. Später war er Chefökonom der Fortis Bank und von 2000 bis 2011 Mitglied des Direktoriums der belgischen Nationalbank.
Am 3. Januar 2012 wurde bekannt, dass Praet neuer Chefvolkswirt der EZB unter ihrem Präsidenten Mario Draghi wird. Zuvor waren die Direktoriumsmitglieder Jörg Asmussen und Benoît Cœuré für den Posten favorisiert worden. Praet ist der erste Nicht-Deutsche, der zum EZB-Chefvolkswirt ernannt wurde. Seine Vorgänger als Chefvolkswirte waren Otmar Issing (1998 bis 2006) und Jürgen Stark (2006 bis 2011). Nach achtjähriger Mitgliedschaft im Direktorium schied Praet im Juni 2019 aus dem Gremium aus. Sein Nachfolger als Chefvolkswirt wurde Philip R. Lane.